# Novitologija
Novitologija je ime za znanstveni sustav novinarskih disciplina i za filozofiju javnog komuniciranja na načelu općeg komuniciranja koji se temelji na dijalogu, polilogu i telekomunikaciji. Novitologija se sastoji od riječi lat. novitas ili tatis-novost i grč. logexin-razmišljati, govoriti. 

## Opis
Ona je metaznanstvena novinarska disciplina koja proučava pretpostavke novinarstva, terminologiju i komunikacijski aparat koji odgovara na pitanja: tko, što, kako i s kojim uspjehom. Novitologija proučava metodološki aparat o čemu ovisi novinarska praksa. 
Novitologija se zasniva na modelu istraživačkog novinarstva. Istraživačko novinarstvo izvodi se po suvremenim znanstvenim metodologijama, zatim se mijenja komunikacija u javnu u kojemu sudjeluju svi građani čemu pridonosi model novitologije. Iz novitologije proizlaze sve funkcije novinarstva koje se dijele na opću, posebnu i pojedinačnu razinu do novinarske prakse koja se neprestano regulira. Cilj novitologije je bolja organizacija obrazovanja novinara. U novitologiji su prisutne teme proučavanja kao: što se posreduje, kome se posreduje, tko komunicira i organizacijski problemi. U nju se ubraja i otkrivanje, strukturiranje, razumijevanje i oblikovanje ponašanje građana. Zato se novinarskim zahvatima novinarska praksa uzdiže do novinarske znanosti. 
Novitologija se kao metaznanost ne bavi praksom novinarstva kao što je rad na vijesti, nego istražuje pretpostavke koje čine vijest razumljivom. 
Kao filozofija, novitologija se bavi najvišim zahtjevima u novinarstvu kao što je novost, kome koristi, kako i koliko dugo može opstojati. U novitologiji se daje odgovor na pitanje je li vijest samo pravi trenutak ili oblikovan ljudski govor i djelovanje.